# Route nationale 244 (Italie)
Pour les articles homonymes, voir Route nationale 244.
La route nationale 244 (SS 244, Strada statale 244 di Val Badia) est une route nationale d'Italie, située dans les régions de Trentin-Haut-Adige et de Vénétie, elle relie San Lorenzo di Sebato à Arabba (Livinallongo del Col di Lana) sur une longueur de 43,362 km.